# خلیج باتومی
خلیج باتومی (به لاتین: Batumi Bay) یک خلیج در گرجستان است که در کرانه دریای سیاه و در نزدیکی شهر باتومی واقع شده‌است.